# Ctenomys magellanicus osgoodi
Ctenomys magellanicus osgoodi es una de las subespecies en que se divide la especie de roedor denominada comúnmente tucotuco de Magallanes (Ctenomys magellanicus), integrante del género Ctenomys. Habita en el extremo austral del Cono Sur de Sudamérica.

## Taxonomía
Este taxón fue descrito originalmente en el año 1905 por el zoólogo estadounidense Joel Asaph Allen.
La localidad tipo es: “Río Chico de Santa Cruz, cerca de las cordilleras” Fue posteriormente restringida a: “Río Tucu Tucu, cerca de 8 km aguas abajo desde su nacimiento (48°47′S 71°87′W”) departamento Río Chico, provincia de Santa Cruz, Argentina.
Etimología
El término específico es un epónimo que refiere al apellido de la persona a quien fue dedicada, el zoólogo estadounidense Wilfred Hudson Osgood.

## Distribución y hábitat
Esta subespecie se distribuye en el suroeste de la Argentina y sectores limítrofes de la provincia de Aysén, en el sur de Chile.
Habita en la estepa patagónica fría, dominada por gramíneas (Festuca, Hordeum, Poa), a escasa altitud, desde el nivel marino hasta no superar los 150 m s. n. m. Su dieta se compone muy especialmente de raíces de gramíneas.
El pastoreo del ganado ovino lo afecta particularmente. Por esta razón, el comité chileno que definió su categoría de conservación, según el “Reglamento de Clasificación de Especies Silvestres” (RCE), lo categorizó como taxón: “Vulnerable”.